# Calidiínos
Calidiínos (Callidiini) é uma tribo de coleópteros da subfamília Cerambycinae.

## Sistemática
- Ordem Coleoptera
  - Subordem Polyphaga
    - Infraordem Cucujiformia
      - Superfamília Chrysomeloidea
        - Família Cerambycidae
          - Subfamília Cerambycinae
            - Tribo Callidiini (Kirby, 1837)
              - Gênero Agada (Fairmaire, 1892)
              - Gênero Callidiellum (Linsley, 1940)
              - Gênero Callidium (Fabricius, 1775)
              - Gênero Calydon (Thomson, 1864)
              - Gênero Delagrangeus (Pic, 1892)
              - Gênero Dolomius (Fairmaire, 1903)
              - Gênero Dundaia (Holzschuh, 1993)
              - Gênero Elatotrypes (Fisher, 1919)
              - Gênero Gerdberndia (Holzschuh, 1982)
              - Gênero Idiocalla (Jordan, 1903)
              - Gênero Leioderes (Redtenbacher, 1849)
              - Gênero Lioderina (Ganglbauer, 1885)
              - Gênero Lucasianus (Pic, 1891)
              - Gênero Melasmetus (Reitter, 1912)
              - Gênero Meriellum (Linsley, 1957)
              - Gênero Oupyrrhidium (Pic, 1900)
              - Gênero Paraxylocrius (Niisato, 2009)
              - Gênero Phymatodes (Mulsant, 1839)
              - Gênero Physocnemum (Haldeman, 1847)
              - Gênero Pnigomenus (Bosq, 1951)
              - Gênero Poecilium (Fairmaire, 1864)
              - Gênero Prionopsis (Fairmaire, 1886)
              - Gênero Pronocera (Motschulsky, 1859)
              - Gênero Prosemanotus (Pic, 1933)
              - Gênero Pyrrhidium (Fairmaire, 1864)
              - Gênero Rejzekius (Adlbauer, 2008)
              - Gênero Ropalopus (Mulsant, 1839)
              - Gênero Semanotus (Mulsant, 1839)
              - Gênero Teorotrium (Fairmaire, 1901)
              - Gênero Thrichocalydon (Bosq, 1951)
              - Gênero Turanium (Baeckmann, 1923)
              - Gênero Xylocrius (LeConte, 1873)